# Hypothyris interrupta
Hypothyris interrupta är en fjärilsart som beskrevs av Jose Francisco Zikán 1941. Hypothyris interrupta ingår i släktet Hypothyris och familjen praktfjärilar. Inga underarter finns listade i Catalogue of Life.